# Ogród Angielski

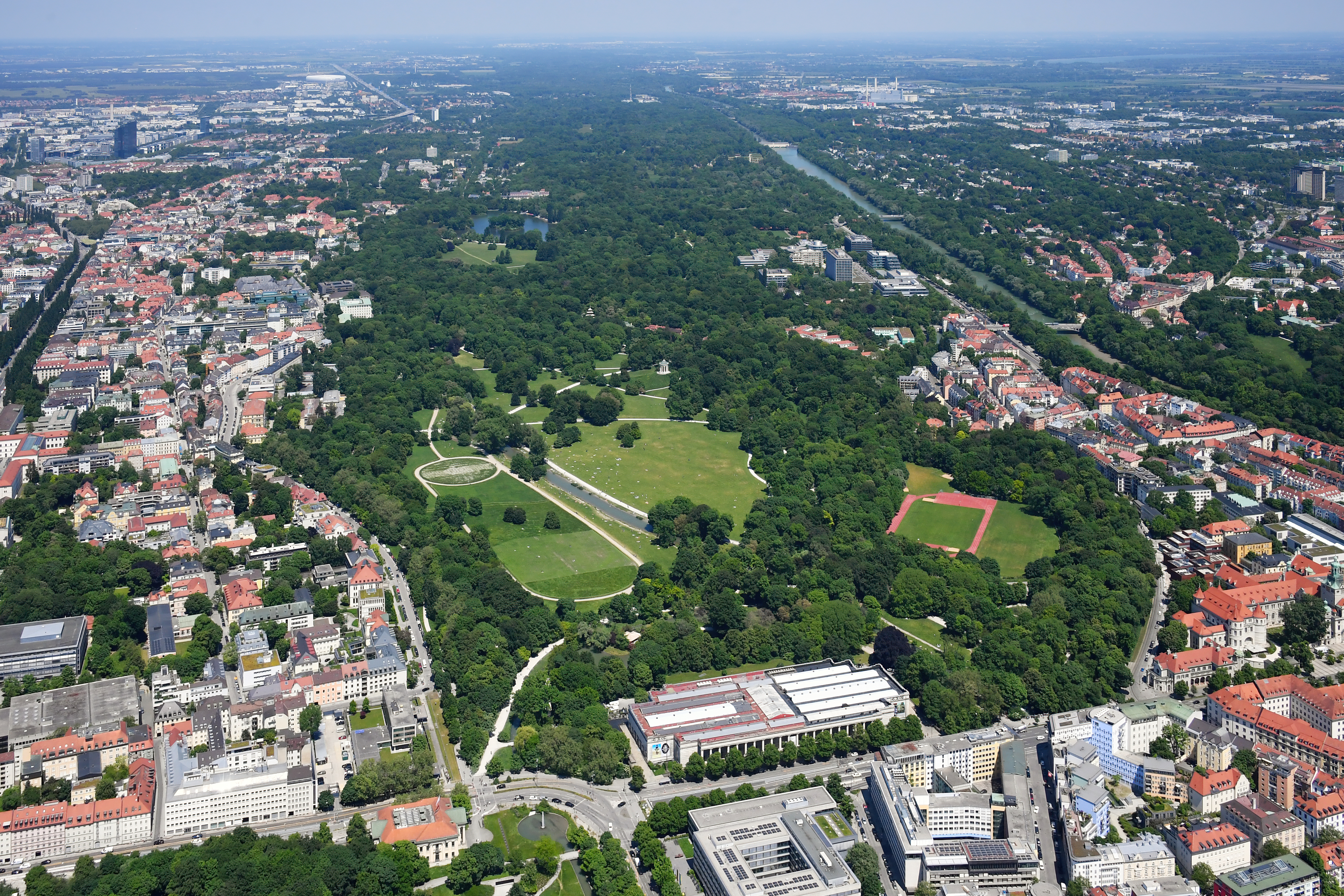
Widok z lotu ptaka na Ogród Angielski

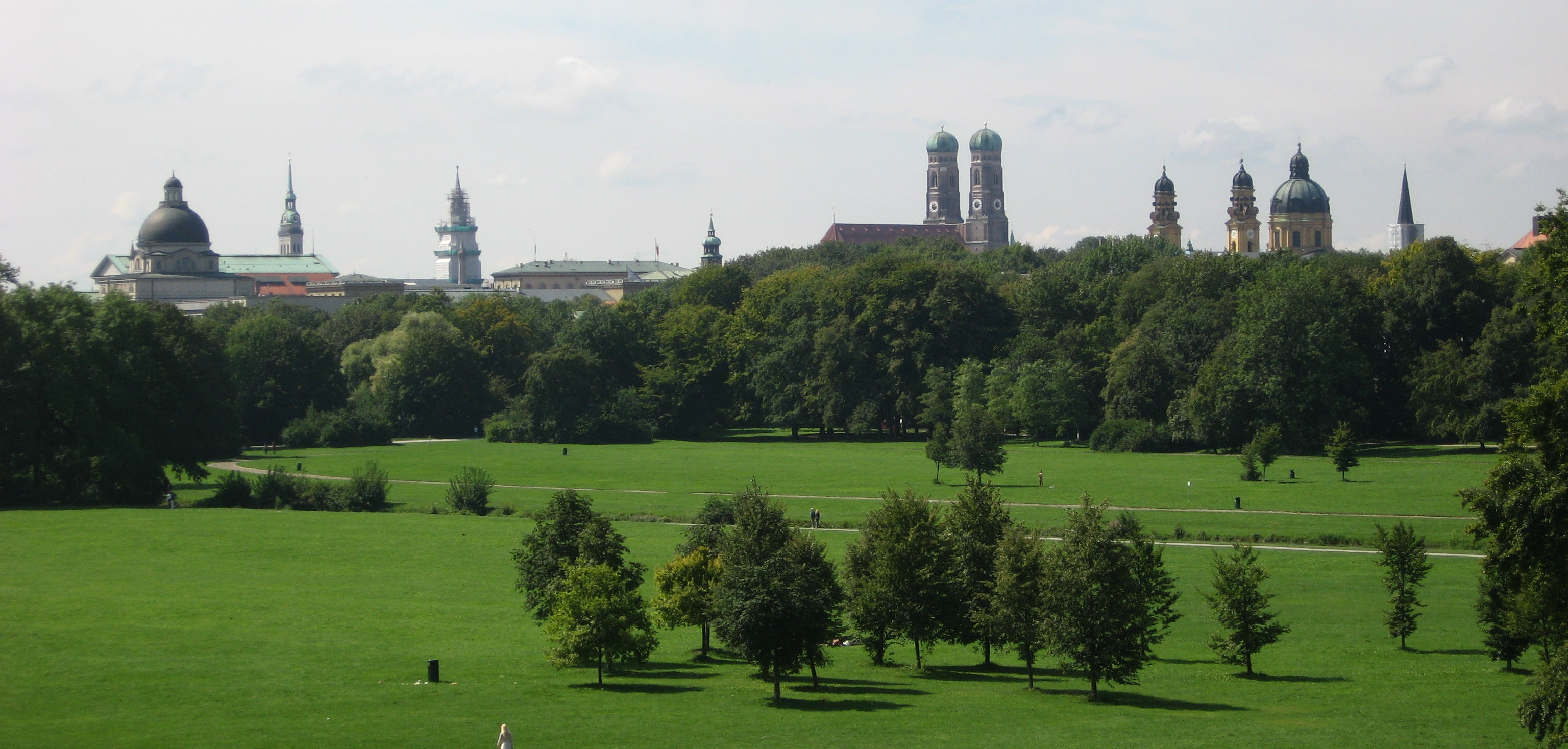
Ogród Angielski, widok z Monopteros

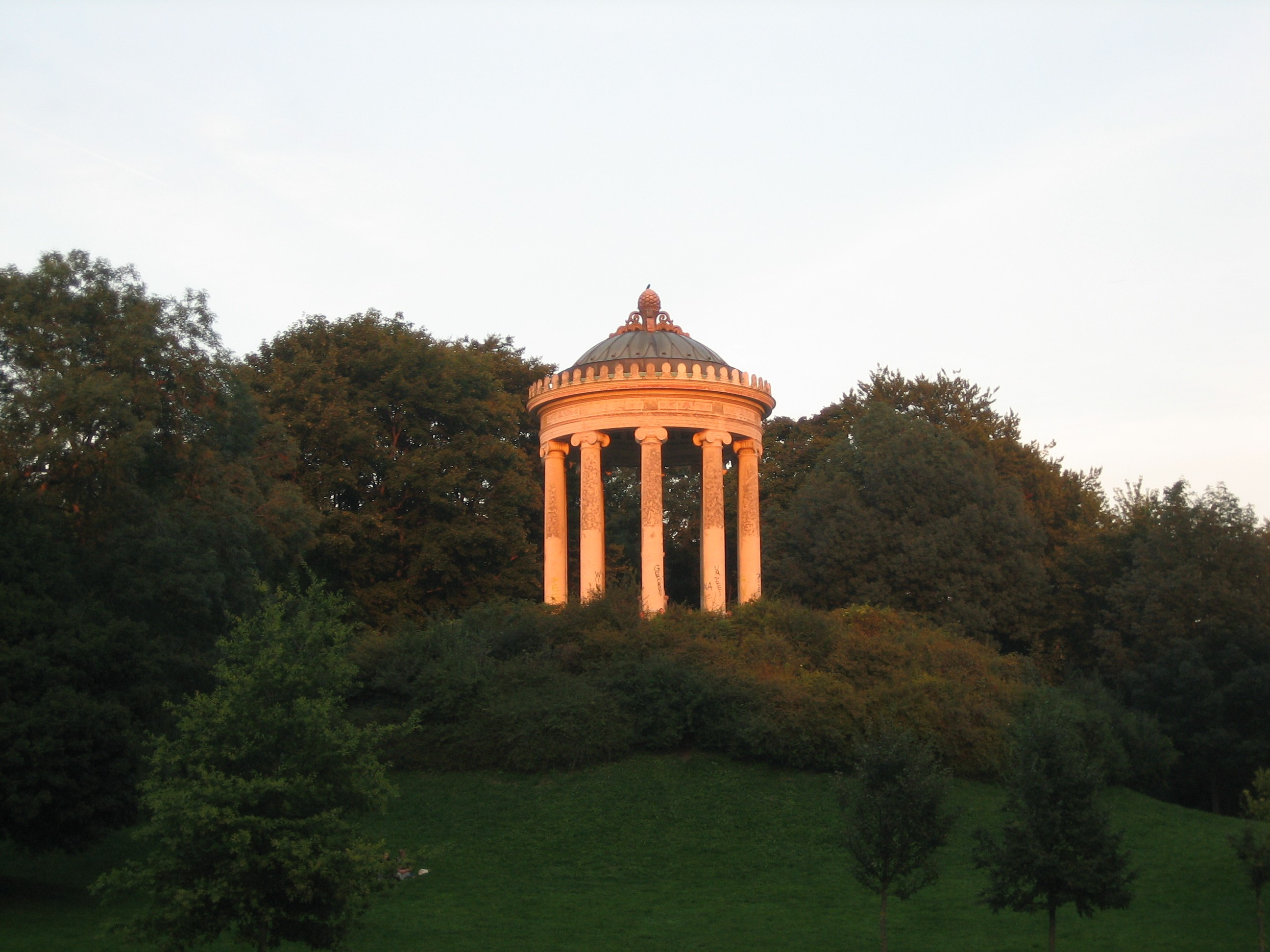
Monopteros

Ogród Angielski (niem. Englischer Garten) – ogród angielski, wielki (4,17 km²) naturalny park położony w samym sercu Monachium, wzdłuż przecinającej miasto rzeki Izary. Założony w 1789 roku, spełnia do dziś rolę oazy spokoju i wypoczynku. Zwolennicy kultury picia herbaty mają okazję w japońskiej herbaciarni (Japanisches Teehaus), założonej w 1972, przeżycia prawdziwej ceremonii picia herbaty. Herbaciarnia wraz z ogrodem japońskim są wynikiem współpracy miast olimpijskich w 1972 – zimowa olimpiada odbyła się wtedy w Sapporo, a letnia olimpiada w Monachium. Przy wieży chińskiej (Chinesischer Turm) 1789–1790 znajduje się drugi co do wielkości w Monachium ogród piwny (Biergarten) (największym jest Hirschgarten). W ogrodzie znajduje się także kopia greckiej świątyni Monopteros, zbudowana w 1836 roku przez Lea von Klenzego.
Na głównej łące Englischer Garten (za galerią sztuki Haus der Kunst) jest obszar przeznaczony dla nudystów.